# Karl Gustavs distrikt, Västergötland
Karl Gustavs distrikt är ett distrikt i Varbergs kommun och Hallands län. 
Distriktet ligger nordost om Varberg. 

## Tidigare administrativ tillhörighet
Distriktet inrättades 2016 och utgörs av socknen Karl Gustav i Varbergs kommun.
Området motsvarar den omfattning Karl Gustavs församling hade vid årsskiftet 1999/2000.